# Atividade (engenharia de software)
No processo de desenvolvimento de sistemas, atividade é definida como um comportamento ou uma ação para a qual possa ser visualizado um início e um fim; isto é, algo passível de execução.
As execuções de uma atividade podem ser identificadas em termos de entrada e saída de entidades específicas ou de atributos pertencentes a entidades específicas. Por exemplo, a execução simples de uma atividade chamada "Receber Pedido" lida com a entrada de uma certa informação sobre um particular documento e resulta na criação de uma instância da entidade "Pedido".
Atividades podem ser levantadas pela análise do ciclo de vida do negócio e do ciclo de vida das entidades, dentro do escopo do desenvolvimento de um projeto (por exemplo, produtos, ordens e fornecedores), identificando, então, as atividades necessárias para a criação e gerenciamento do negócio e as entidades manipuladas por estes.
É recomendável que o nome atribuído a uma atividade seja formado pela combinação de um verbo e um substantivo. O substantivo é normalmente o nome de uma entidade de dados ou atributo.
Por exemplo: Receber Pedido,  Emitir Fatura,  Encerrar Contrato, Calcular Saldo de Conta.
Pedido, Fatura e Contrato são nomes de entidades cujas ocorrências são manipuladas durante a execução da atividade. Conta é um tipo de entidade com um atributo Saldo que é modificado pela atividade Calcular Saldo de Conta.
A descrição de uma atividade deve definir uma única execução sua (instância), exprimindo o que ela faz e como ela o faz. Quem a executa, quando ela é executada ou como ela é executada não são questões fundamentais para a sua existência. É recomendável também apresentar na descrição o conjunto de pré-condições para uma execução da atividade e as pós-condições que podem surgir dessa execução.